# Los ladrones viejos
Los ladrones viejos és un documental mexicà de l'any 2007 dirigit per Everardo González Reyes.

## Sinopsi
A Los ladrones viejos es narra la història de cinc lladres de la ciutat de Mèxic actius durant els anys seixanta i setanta. Cadascun d'ells ens compta sobre les seves gestes i tragèdies dins de la professió. Els protagonistes parlen sobre els seus primers passos com a lladres, descriuen les seves maneres de robatori (l'anomenat artegio) i el seu respecte per les normes i valors de l'ofici. Conforme passen els minuts del documental, entenem que “el Fantomas”, “el Carrizos”, “el Burrero”, “el Xochi” i “el Chacón” ens conten les seves històries des de presons en les quals probablement no arribaran a complir la seva condemna.

## Premis
Als L edició dels Premis Ariel va guanyar els premis a la millor edició (Juan Manuel Figueroa) i al millor documental, mentre que fou nominada a la millor pel·lícula i a la millor direcció. També va guanyar el premi al millor documental al Festival Internacional de Cinema de Guadalajara de 2007.